# Juárez Hidalgo
Juárez Hidalgo är en kommun i Mexiko.   Den ligger i delstaten Hidalgo, i den sydöstra delen av landet, 160 km norr om huvudstaden Mexico City.
Följande samhällen finns i Juárez Hidalgo:
- Santa María